# Shiawase Kyōryū Ondo
Singles par Shuffle Units
Shiawase Beam! Suki Suki Beam!
(2002) Shiawase Desu ka?
(2002)
 Shiawase Kyōryū Ondo  (幸せきょうりゅう音頭) est l'unique single du groupe temporaire Odoru 11 (おどる11), sorti en 2002.

## Présentation
Le single sort le 3 juillet 2002 au Japon sur le label zetima, écrit et produit par Tsunku. Il atteint la 4e place du classement de l'Oricon, et reste classé pendant cinq semaines, se vendant à 72 070 exemplaires durant cette période. 
C'est l'un des trois singles sortis simultanément dans le cadre de la troisième édition des Shuffle Units du Hello! Project. Trois groupes temporaires, composés de divers artistes du H!P, sont créés le temps d'un unique single chacun, en compétition amicale pour les ventes de leur disque : Odoru 11, Happy 7 (avec Shiawase Beam! Suki Suki Beam!), et Sexy 8 (avec Shiawase Desu ka?). C'est Odoru 11 qui en vendra le moins.
La chanson-titre figurera avec celles des deux autres singles sur la compilation d'artistes du H!P Petit Best 3 qui sortira en fin d'année, puis sur la compilation Hello! Project Shuffle Unit Mega Best de 2008. Elle sera souvent interprétée lors de concerts du H!P par différentes formations. Chaque shuffle unit de l'année a interprété sa propre version de la chanson en "face B", Yoku Aru Oyako no Serenade, sur son propre single.
Le clip vidéo de la chanson-titre figurera sur le "Single V" (DVD et VHS) en commun Shiawase Beam! Suki Suki Beam / Shiawase Desu ka? / Shiawase Kyōryū Ondo qui sortira le 21 août 2002, puis sur les versions DVD des compilations Petit Best 3 et Shuffle Unit Mega Best.

## Membres
- Natsumi Abe (Morning Musume)
- Kaori Iida (Morning Musume)
- Kei Yasuda (Morning Musume)
- Nozomi Tsuji (Morning Musume)
- Asami Konno (Morning Musume)
- Rinne Toda (Country Musume)
- Megumi Murata (Melon Kinenbi)
- Ayumi Shibata (Melon Kinenbi)
- Aya Matsūra (en solo)
- Rika Ishii (en solo)
- Miki Fujimoto (en solo)

## Liste des titres
1. Shiawase Kyōryū Ondo  (幸せきょうりゅう音頭?)
2. Yoku Aru Oyako no Serenade (Odoru 11 Version)  (よくある親子のセレナーデ (おどる♡11 Version)?)
3. Shiawase Kyōryū Ondo (Instrumental)  (幸せきょうりゅう音頭...?)